# Karl Ziegler (kemist)
Karl Waldemar Ziegler, född 26 november 1898 i Helsa nära Kassel, Tyskland död 12 augusti 1973 i Mülheim an der Ruhr, var en tysk kemist. År 1963 erhöll han Nobelpriset i kemi tillsammans med Giulio Natta. Nobelkommittén uppmärksammade hans "utmärkta arbete med organometalliska föreningar [som]... ledde till nya polymerisationsreaktioner och ... banade väg för nya och mycket användbara industriella processer". Han är också känd för sitt arbete med fria radikaler, många ringar och organometalliska föreningar, liksom utvecklingen av Ziegler-Natta katalysatorn. En av många utmärkelser Ziegler fick var Werner von Siemens Ring 1960 tillsammans med Otto Bayer och Walter Reppe, för att ha utökat den vetenskapliga kunskapen om och den tekniska utvecklingen av nya syntetiska material.

## Biografi
Ziegler var andre son till den protestantiske prästen Carl August Ziegler och Luise Rall Ziegler. Han gick i grundskolan i Kassel-Bettenhausen. En inledande lärobok i fysik väckte först hans intresse för vetenskap. Det drev honom att utföra experiment i sitt hem och att läsa mycket utanför gymnasiets studieplan. Han introducerades också för många speciella personer genom sin far, som Emil Adolf von Behring, erkänd för difterivaccinet. Hans extra studier och experiment hjälper till att förklara varför han fick en utmärkelse som den mest framstående studenten under sitt sista år på gymnasiet i Kassel, Tyskland. Han studerade vid universitetet i Marburg och kunde hoppa över sina två första terminer på grund av sin omfattande bakgrundskunskap. Hans studier avbröts emellertid när han 1918 togs ut som soldat för tjänstgöring i första världskriget. Han disputerade 1920 efter studier under handledning av Karl von Auwers. Hans avhandling handlade om "Studier av semibenzol och besläktade föreningar" som ledde till tre publikationer.
År 1922 gifte sig Ziegler med Maria Kurtz och de fick två barn, Erhart och Marianna och tio barnbarn. Ziegler tyckte om att resa runt i världen med sin familj, särskilt på kryssningar. Han chartrade till och med speciella kryssningar och flygresor för observation av solförmörkelser. Det var under en förmörkelsekryssning 1972 med sitt barnbarn som Ziegler blev sjuk och dog ett år senare.
Som en man med många upptäckter var Ziegler också en man med många patent. Som ett resultat av sitt patentavtal med Max Planck Institute var Ziegler en rik man. Med en del av denna rikedom inrättade han Zieglerfonden med ca 40 miljoner D-mark för att stödja institutets forskning. Han har också gett namn åt Karl-Ziegler-Schule, en högstadieskola som grundades i december 1974 genom namnbyte på en tidigare existerande skola i Mülheim, Tyskland.

## Vetenskapligt arbete
Ziegler visade tidigt iver för vetenskapen och gick igenom skolan snabbt och doktorerade vid universitetet i Marburg 1920. Strax därefter började han ge föreläsningar vid universitetet i Marburg och universitetet i Frankfurt.
År 1926 blev han professor vid universitetet i Heidelberg där han under de kommande tio åren forskade om nya framsteg inom organisk kemi. Han undersökte stabiliteten hos radikaler på trevärdigt kol, vilket ledde honom till att studera organometalliska föreningar och deras tillämpning i hans forskning. Han arbetade också med synteserna av flerringsystem. År 1933 publicerade Ziegler sitt första stora arbete med stora ringsystem, "Vielgliedrige Ringsysteme" som presenterade grunderna för Ruggli-Ziegler-utspädningsprincipen.

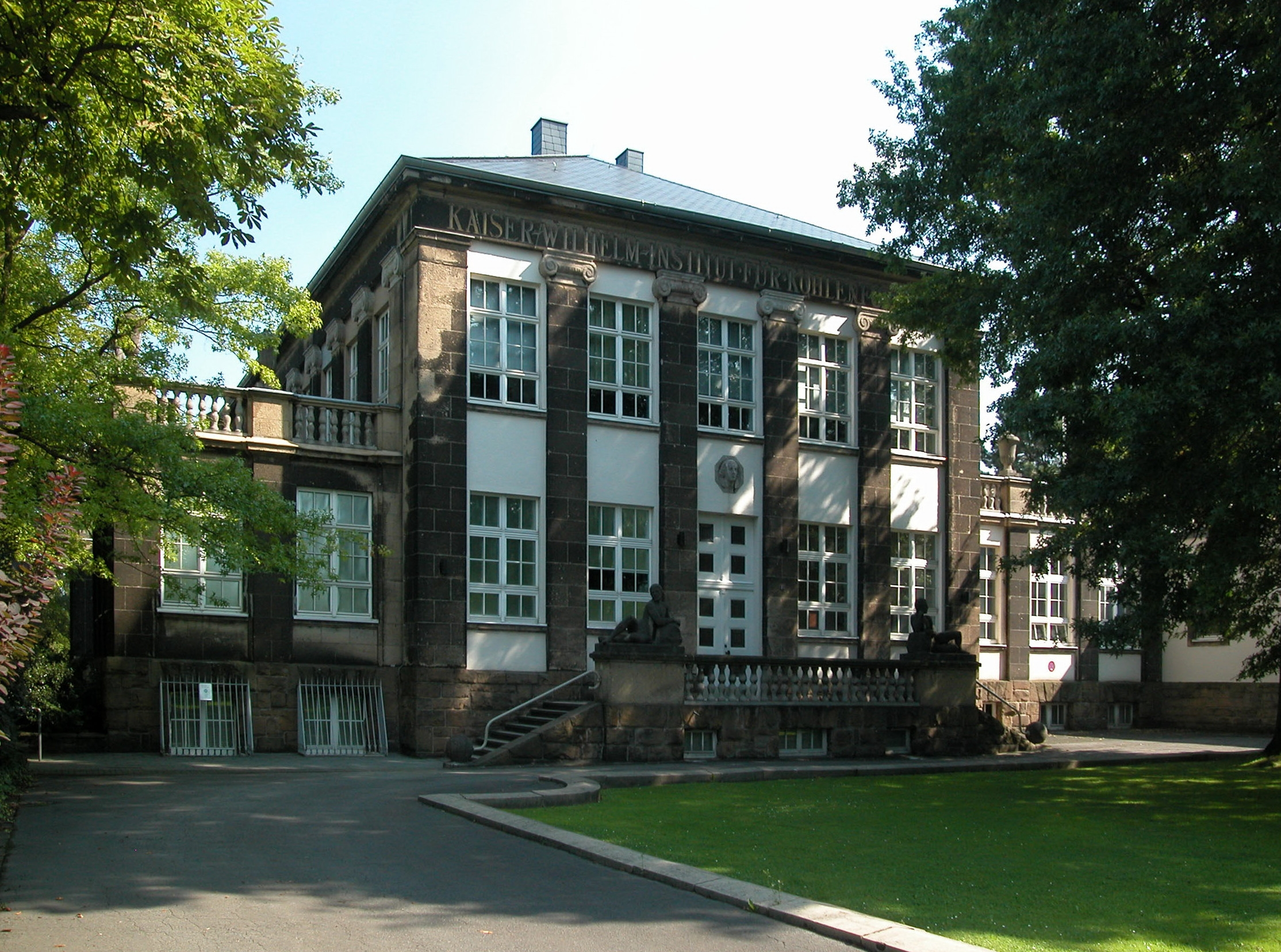
Max Planck Institutet för kolforskning.

År 1936 blev han professor och direktör för Chemisches Institut vid University of Halle-Saale och var också gästföreläsare vid University of Chicago. Ziegler, som var en beskyddarmedlem av SS mottog Krigsförtjänstkorset av 2:a klassen i oktober 1940.
Från 1943 till 1969 var Ziegler direktör för Max-Planck-Institut für Kohlenforschung, tidigare känt som Kaiser-Wilhelm-Institut für Kohlenforschung, i Mülheim an der Ruhr, som efterträdare till Franz Fischer.
Ziegler tillskrivs mycket för efterkrigstidens återuppståndelse av kemisk forskning i Tyskland och hjälpte till att grunda Gesellschaft Deutscher Chemiker 1949 vars president han var i fem år. Han var också president för Deutsche Gesellschaft für Mineralölwissenschaft und Kohlechemie, från 1954 till 1957. År 1971 valde The Royal Society, London, honom till utländsk ledamot.

## Utmärkelser och hedersbetygelser

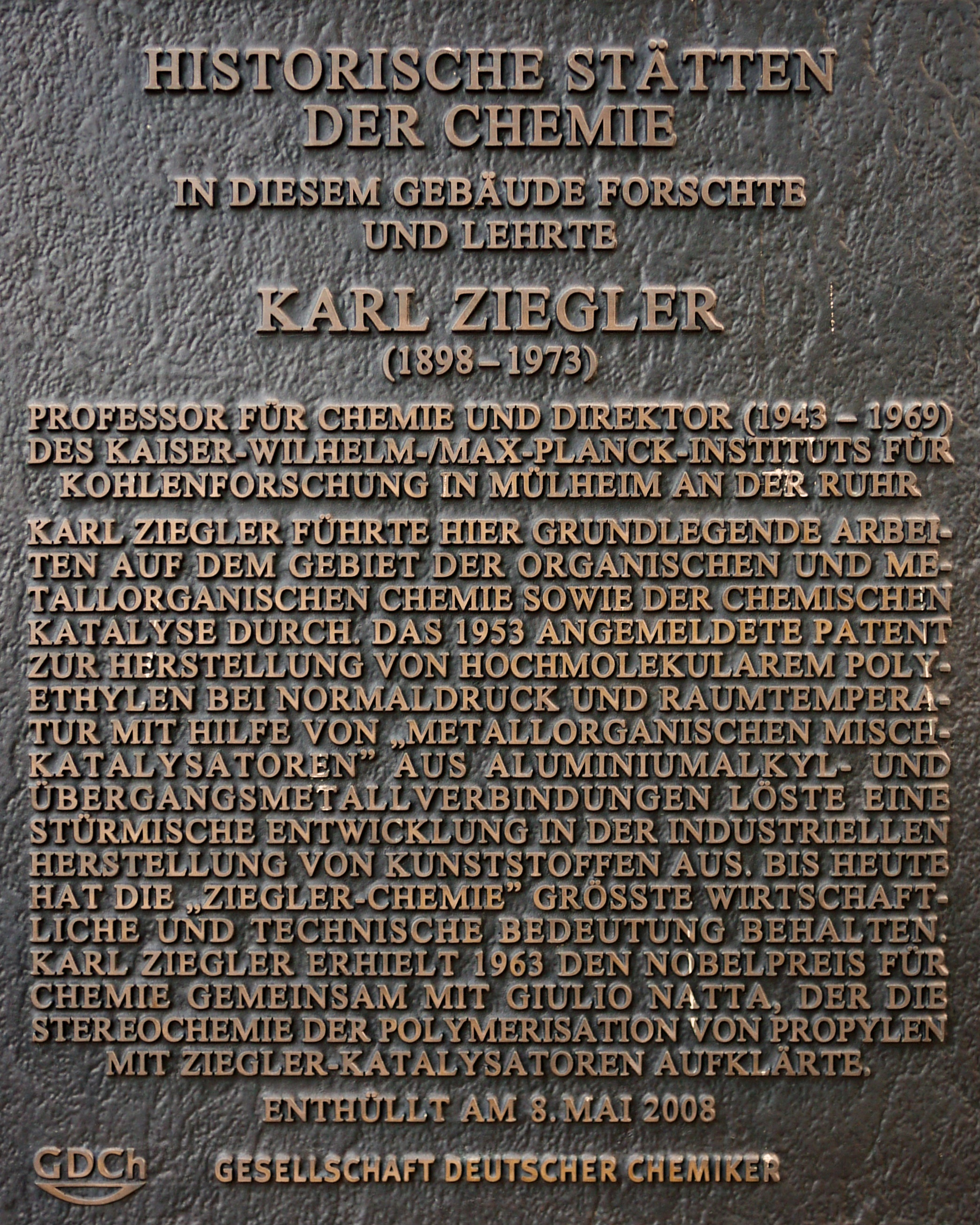
Minnestavla av GDCh.

Karl Ziegler fick många utmärkelser och utmärkelser. Följande är några av de viktigaste utmärkelserna:
- Liebig-Denkmünzemedaljen (1935); Denna medalj utdelades av dåtidens Gesellschaft Deutscher Chemiker och ges till en tyska kemister för enastående prestationer och kreativitet. Ziegler fick priset på grund av sitt arbete med syntesen av flerringsystem och stabila trevärda kolradikaler.
- Krigsförtjänstkorset, 2:a klass (19 oktober 1940)
- Carl Duisberg Plakette (1953); Denna utmärkelse ges av det tyska kemisällskapet för enastående arbete till främjandet av kemi.
- Lavoisiermedaljen (1955); Denna utmärkelse delas ut av Franska kemiföreningen till forskare inom olika kemigrenar.
- Carl Englermedaljen (1958); Priset delas ut av Deutsche Gesellschaft für Mineralölwissenschaft und Kohlechemie, där han varit president tidigare år.
- Werner von Siemens ring (1960); Denna ring delas ut av Werner von Siemens Foundation och anses vara den högsta tyska utmärkelsen för personer som genom sin prestation och kompetens öppnat nya tekniska vägar.
- Nobelpriset i kemi (1963); "[Hans] utmärkta arbete med organometalliska föreningar har oväntat lett till nya polymerisationsreaktioner och därmed banat väg för nya och mycket användbara industriella processer."[18]
- Swinburne medal av plast- institut, London (1964); Denna utmärkelse uppmärksammar personer som har gjort ett betydande framsteg inom plastens vetenskap, ingenjörsvetenskap eller teknik.
- Grand Merit Cross med Star and Sash (Großes Verdienstkreuz mit Stern und Schulterband) i Förbundsrepubliken Tyskland (1964)
- International Synthetic Rubber Medal of Rubber and Plastics Age (1967)
- Grand Federal Cross of Merit (Förbundsrepubliken Tysklands förtjänstorden) (1969); Ziegler fick denna utmärkelse för sitt arbete inom vetenskap och teknik.
- Pour le Mérite för konst och vetenskap (tidigare fredsklass) (1969)
- Utländsk medlem av Royal Society (1971)[23]
- Wilhelm Exnermedaljen (1971).[24]
- Minnestavla för Gesellschaft Deutscher Chemiker under kemiprogrammet Historische Stätten der Chemie vid Max Planck Institute for Coal Research i Mülheim an der Ruhr (2008)
- Hedersdoktor vid Hannover tekniska universitet, Giessen University, University of Heidelberg och Darmstadt Technical University
- Karl-Ziegler-Schule i Mülheim fick sitt namn efter Ziegler
- Karl Ziegler Foundation finns vid Gesellschaft Deutscher Chemiker och delar ut Science Award, Karl Ziegler Prize [de] (värt 50 000 euro).